# Astronomische Gesellschaft
Die Astronomische Gesellschaft (AG) mit Sitz in Hamburg ist eine der ältesten astronomischen Vereinigungen Europas. 1863 wurde sie in das Vereinsregister eingetragen.

## Geschichte
Im Jahr 1800 wurde in Lilienthal die Vereinigte Astronomische Gesellschaft von zwei führenden deutschen Astronomen gegründet, dem Gothaer Sternwartendirektor Franz Xaver von Zach (1754–1832), auf den auch die erste naturwissenschaftliche Fachzeitschrift namens Monatliche Correspondenz zurückgeht, und Hieronymus Schröter (1745–1816), der in Lilienthal in einer Privatsternwarte eine bedeutende Mond- und Planetenastronomie betrieb. Die Astronomische Gesellschaft veranstaltete bereits 1800 den zweiten internationalen Kongress für Astronomie und war Pate der „Himmelspolizey“ von 24 europäischen Sternwarten, welche die Suche nach den vermuteten Asteroiden zwischen Mars- und Jupiterbahn organisieren sollte.
Von dieser sowie anderen Vorläufer-Organisationen wie der 1844 gegründeten Astronomischen Gesellschaft zu Leipzig gibt es allerdings keine direkte organisatorische oder personelle Verbindung zur heutigen AG.

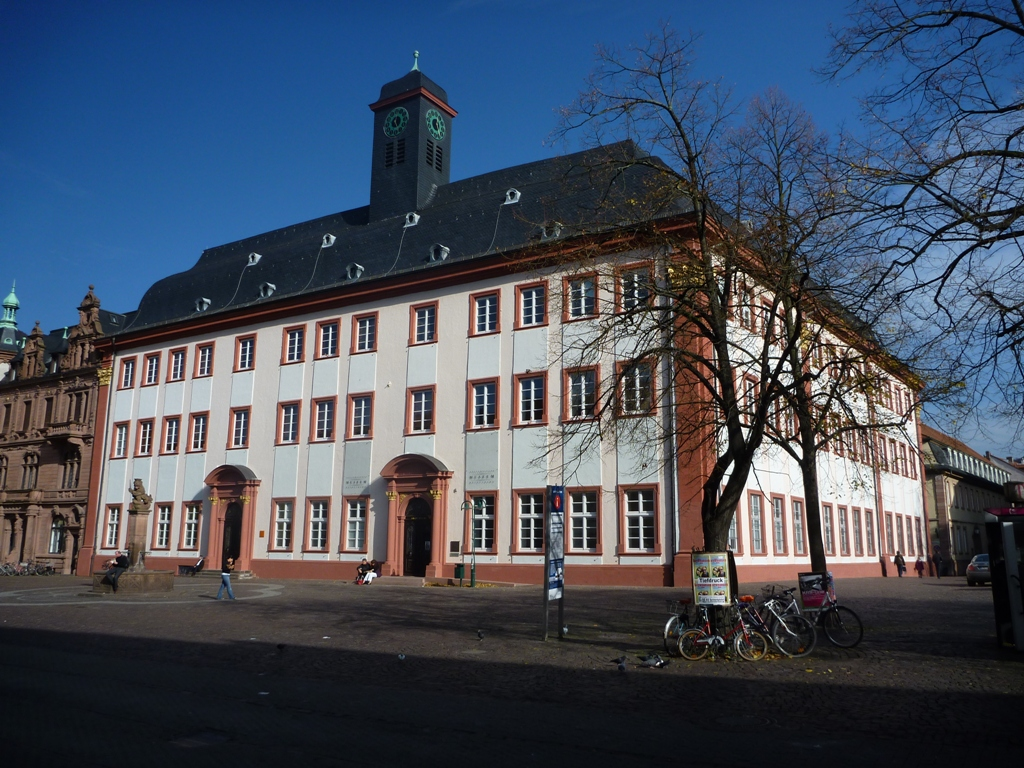
Das alte Gebäude der Universität Heidelberg: Gründungsort der Astronomischen Gesellschaft 1863

Die Entdeckung zahlreicher kleiner Planeten im Sonnensystem ab den 1850er-Jahren ließ eine Vereinheitlichung und Koordination der Bahnberechnungen immer dringlicher erscheinen, und es kam zu weiteren Versuchen einer koordinierten Zusammenarbeit unter den Astronomen. Eine erste Absprache erfolgte im Rahmen der Versammlung der Gesellschaft Deutscher Naturforscher und Ärzte 1857 in Bonn. Nach einem Treffen im September 1860 in Berlin kam es zu einer weiteren Zusammenkunft im August 1861 in Dresden. Dazu erschienen nur neun Astronomen, weshalb keine Vereinbarung zustande kam. Vom 27. bis 29. August 1863 luden Eduard Schönfeld, Karl Christian Bruhns und Wilhelm Foerster zu einer Versammlung nach Heidelberg. Hier kam es nun zur Gründung der Astronomischen Gesellschaft und zur Formulierung ihrer Statuten. Zum ersten Vorsitzenden wurde Julius Zech aus Tübingen gewählt.
Um 1900 initiierte die AG den wichtigsten Sternkatalog dieser Zeit, den AGK. Er wurde um 1930 als AGK2 mit neueren Daten der Astrometrie und unter präziser Berücksichtigung der Eigenbewegungen weitergeführt und ist als AGK3 bis in unsere Tage eine bedeutende Datenbasis für Astronomie, Himmelsmechanik und Bahnbestimmung.
Die AG verstand sich von Anfang an als internationale Organisation, die Mitgliedschaft ist gemäß der Gründungssatzung an keine Nationalität gebunden. Bis 1945 stammten mehr als 50 % der Mitglieder von außerhalb Deutschlands, deren Anteil nahm lediglich nach dem Ersten Weltkrieg ab, als deutsche und österreichische Wissenschaftler international geächtet waren. Der damalige Vorsitzende der AG, Elis Strömgren aus Kopenhagen, war eindringlich um Versöhnung bemüht.
Unter dem NS-Regime war die Mitgliederzahl rückläufig, nach dem Zweiten Weltkrieg musste die AG wie alle anderen Vereine in Deutschland ihre Tätigkeit vorläufig einstellen. Vom 14. bis 16. April 1947 wurde in Göttingen die Astronomische Gesellschaft in der britischen Zone wieder gegründet, die 1949 ihre Aktivitäten auf ganz Deutschland ausweiten konnte. Die Mitgliederzahl war nach dem Krieg deutlich kleiner und beschränkte sich zunehmend auf die deutschsprachigen Länder. Erst 1975 erreichte die Mitgliederzahl wieder den Stand um 1930.
Gab es nach der Deutschen Teilung zunächst noch vielfältige Verbindungen zwischen beiden deutschen Staaten und auch zwei Versammlungen in der DDR (1960 in Weimar und Jena und 1965 in Eisenach), kam es zunehmend zur politisch motivierten Loslösung der ostdeutschen Astronomie. 1969/70 wurden 57 Mitglieder in der DDR genötigt, ihren Austritt aus der AG zu erklären. 1990 beschloss der Vorstand der AG, die Mitgliedschaft dieser Astronomen als „ruhend“ und nicht als „erloschen“ zu betrachten, wodurch sie formlos wieder aufgenommen werden konnten.
Seit 1995 ist die AG der European Astronomical Society angeschlossen.

## Tätigkeiten
Die AG hat gegenwärtig rund 800 Mitglieder, überwiegend im deutschsprachigen Raum. Sie veranstaltet mindestens einmal im Jahr eine wissenschaftliche Tagung, die meist mit der Mitgliederversammlung verbunden ist, und gibt einen Jahresbericht heraus. Weitere Schwerpunkte sind die Öffentlichkeitsarbeit, die Unterstützung junger Astronomen sowie die Förderung des astronomischen Schulunterrichts. Ein Arbeitskreis beschäftigt sich mit der Geschichte der Astronomie.
Die Astronomische Gesellschaft verleiht die Karl-Schwarzschild-Medaille, den Ludwig-Biermann-Förderpreis, den Bruno-H.-Bürgel-Preis, den Hans-Ludwig-Neumann-Preis, einen Promotionspreis und den Instrumentierungspreis. Des Weiteren wird traditionell im Rahmen der Tagung der Astronomischen Gesellschaft der Hanno-und-Ruth-Roelin-Preis verliehen. Außerdem fördert sie den Schulunterricht beispielsweise durch einen Sonderpreis beim Wettbewerb Jugend forscht.

## Publikationen
- Die Mitteilungen der Astronomischen Gesellschaft enthalten Jahresberichte von Instituten, Nachrufe, Tagungsberichte und Berichte über die Gesellschaft. Sie erscheinen seit dem Jahr 1949 und ersetzen die Vorgängerreihe Vierteljahresschrift der Astronomischen Gesellschaft, die in den Jahren 1866 bis 1944 publiziert wurde.

- Rundbriefe an die Mitglieder informieren zweimal jährlich über Aktuelles.

- Reviews in Modern Astronomy erscheint seit dem Jahr 1988 und publiziert Inhalte ausgewählter Vorträge. Seit dem 24. Band erscheinen sie als Sonderheft von Astronomical Notes.

- Die seit dem Jahr 1988 erscheinende Abstract Series beinhaltet Zusammenfassungen zu Kurzvorträgen oder Posterpräsentationen.

Daneben erscheinen weitere Einzelpublikationen wie Festschriften oder Porträtgalerien.

## Vorsitzende
- 1863–1864: Julius Zech[1] (Direktor der Sternwarte Tübingen)
- 1864–1867: Friedrich Argelander[2] (Direktor der Sternwarte Bonn)
- 1867–1878: Otto Wilhelm von Struve[3] (Direktor der Sternwarte Dorpat (Tartu, Estland))
- 1878–1881: Adalbert Krueger (Direktor der Sternwarten Helsingfors (Helsinki, Finnland), Gotha und Kiel)
- 1881–1889: Arthur Auwers[4] (Sekretär der Preußischen Akademie der Wissenschaften, seit 1912 „von“ Auwers)
- 1889–1896: Hugo Gyldén[5] (Direktor der Sternwarte Stockholm)
- 1896–1921: Hugo von Seeliger (Direktor der Sternwarte München-Bogenhausen)
- 1921–1930: Svante Elis Strömgren (Direktor der Sternwarte Kopenhagen)
- 1930–1932: Max Wolf[6] (Direktor der Sternwarte Heidelberg-Königstuhl)
- 1932–1939: Hans Ludendorff[7] (Direktor des Astrophysikalischen Instituts Potsdam)
- 1939–1945: August Kopff[8] (Direktor des Astronomischen Rechen-Instituts in Berlin, später in Heidelberg)
- 1945–1947: vakant
- 1947–1949: Albrecht Unsöld (Professor für Theoretische Physik in Kiel)
- 1949–1952: Friedrich Becker (Direktor der Sternwarte Bonn)
- 1952–1957: Otto Heckmann (Direktor der Sternwarte Hamburg)
- 1957–1960: Paul ten Bruggencate (Direktor der Sternwarte Göttingen)
- 1960–1966: Hans Haffner (zu der Zeit Professor für Astronomie in Hamburg)
- 1966–1969: Rudolf Kippenhahn
- 1969–1972: Walter Fricke
- 1972–1975: Hans-Heinrich Voigt
- 1975–1978: Wolfgang Priester
- 1978–1981: Theodor Schmidt-Kaler
- 1981–1984: Gustav Andreas Tammann
- 1984–1987: Michael Grewing[9]
- 1987–1990: Egon Horst Schröter[10]
- 1990–1993: Wolfgang Hillebrandt
- 1993–1996: Hanns Ruder
- 1996–1999: Werner Pfau[11]
- 1999–2002: Erwin Sedlmayr[12]
- 2002–2005: Joachim Krautter[13]
- 2005–2008: Gerhard Hensler[14]
- 2008–2011: Ralf-Jürgen Dettmar[15]
- 2011–2014: Andreas Burkert
- 2014–2017: Matthias Steinmetz
- 2017–2020: Joachim Wambsganß
- seit 2020: Michael Kramer[16]

## Ehrenmitglieder
Mit Datum der Ernennung:
- Rudolf Kippenhahn (2016)
- Klaus Tschira (2011)
- Hans-Heinrich Voigt (2007)
- Reimar Lüst (1998)
- Martin Schwarzschild (1993)
- Erich Kirste (1992)
- Wilhelm Becker (1992)
- Albrecht Unsöld (1989)